# Dioryche
Dioryche es un  género de coleópteros adéfagos de la familia Carabidae.

## Especies
Comprende las siguientes especies:
- Dioryche braccata (Bates, 1891)
- Dioryche cavernosa (Putzeys, 1875)
- Dioryche chinnada Andrewes, 1921
- Dioryche clara Andrewes, 1922
- Dioryche colombensis (Nietner, 1857)
- Dioryche convexa Andrewes, 1924
- Dioryche indochinensis (Bates, 1889)
- Dioryche liparops Andrewes, 1933
- Dioryche longula (Bates, 1892)
- Dioryche melanauges Andrewes, 1922
- Dioryche nagpurensis (Bates, 1891)
- Dioryche sericea Andrewes, 1922
- Dioryche solida Andrewes, 1933
- Dioryche torta W.S.Macleay, 1825
- Dioryche yunnana Kataev, 2002